# Френдшип (Висконсин)
Френдшип (енгл. Friendship) град је у америчкој савезној држави Висконсин.

## Демографија
По попису из 2010. године број становника је 725, што је 27 (3,9%) становника више него 2000. године.
| Група             | 2000.       | 2010.       |
| Белци             | 654 (93,7%) | 672 (92,7%) |
| Афроамериканци    | 3 (0,4%)    | 14 (1,9%)   |
| Азијати           | 15 (2,1%)   | 4 (0,6%)    |
| Хиспаноамериканци | 8 (1,1%)    | 29 (4,0%)   |
| Укупно            | 698         | 725         |